# Spinus olivaceus
Il lucherino olivaceo (Spinus olivaceus Berlepsch & Stolzmann, 1894) è un uccello passeriforme della famiglia dei Fringillidi.

## Etimologia
Il nome scientifico della specie, olivaceus, deriva dal latino e significa "di colore olivastro", in riferimento alla livrea di questi uccelli: il nome comune altro non è che la traduzione di quello scientifico.

## Descrizione

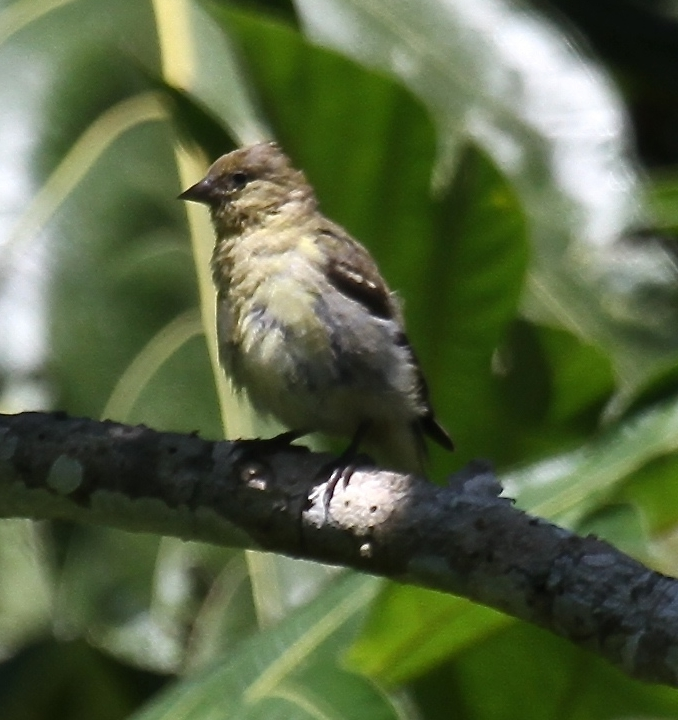
Femmina in Ecuador.

### Dimensioni
Misura 10–11 cm di lunghezza, per un peso di 10-13 g.

### Aspetto
Si tratta di uccelletti dall'aspetto robusto, muniti di testa arrotondata con becco conico e appuntito, ali appuntite anch'esse e coda dalla punta lievemente forcuta: nel complesso, i lucherini olivacei ricordano molto altri lucherini centro e sudamericani come il lucherino testanera ed il lucherino pettonero, dai quali differisce principalmente per le dimensioni più contenute e la minores estensione del nero cefalico.
Il piumaggio presenta dicromatismo sessuale: maschi e femmine, infatti, presentano livrea quasi completamente differente. I primi presentano testa, ali e coda nere (queste ultime con evidenti specchi gialli, ed anche il cappuccio cefalico appare orlato di giallo sul collo), nuca, dorso e fianchi di colore verde oliva, codione, petto e ventre di color giallo oro e sottocoda giallo limone: le femmine mancano invece quasi del tutto del nero e del giallo, che si limitano alle sole ali e coda, mentre il resto della livrea è di colore grigio, più scuro su testa e dorso e con sfumature giallastre su petto e ventre.

In ambedue i sessi il becco è grigio scuro con punta nerastra, le zampe sono nerastre anch'esse e gli occhi sono di colore bruno scuro.

## Biologia
I lucherini olivacei sono uccelli diurni e moderatamente gregari, che passano la maggior parte della giornata in coppie o in piccoli gruppi (che possono raggiungere anche dimensioni consistenti all'infuori della stagione riproduttiva), impiegando la maggior parte del proprio tempo alla ricerca di cibo nella canopia o fra i rami degli alberi.

### Alimentazione
Si tratta di uccelli perlopiù granivori, la cui dieta è composta in massima parte da semi, sia di piante erbacee che arboree: essi integrano la propria dieta anche con altri alimenti di origine vegetale (come bacche, frutti, germogli e foglioline) che, soprattutto durante il periodo degli amori, con insetti ed altri piccoli invertebrati.

### Riproduzione
Mancano dati sulla riproduzione in questa specie, tuttavia si ritiene che esse non differiscano in maniera significativa da quanto osservabile fra i fringillidi in generale, e più in particolare fra i lucherini.

## Distribuzione e habitat

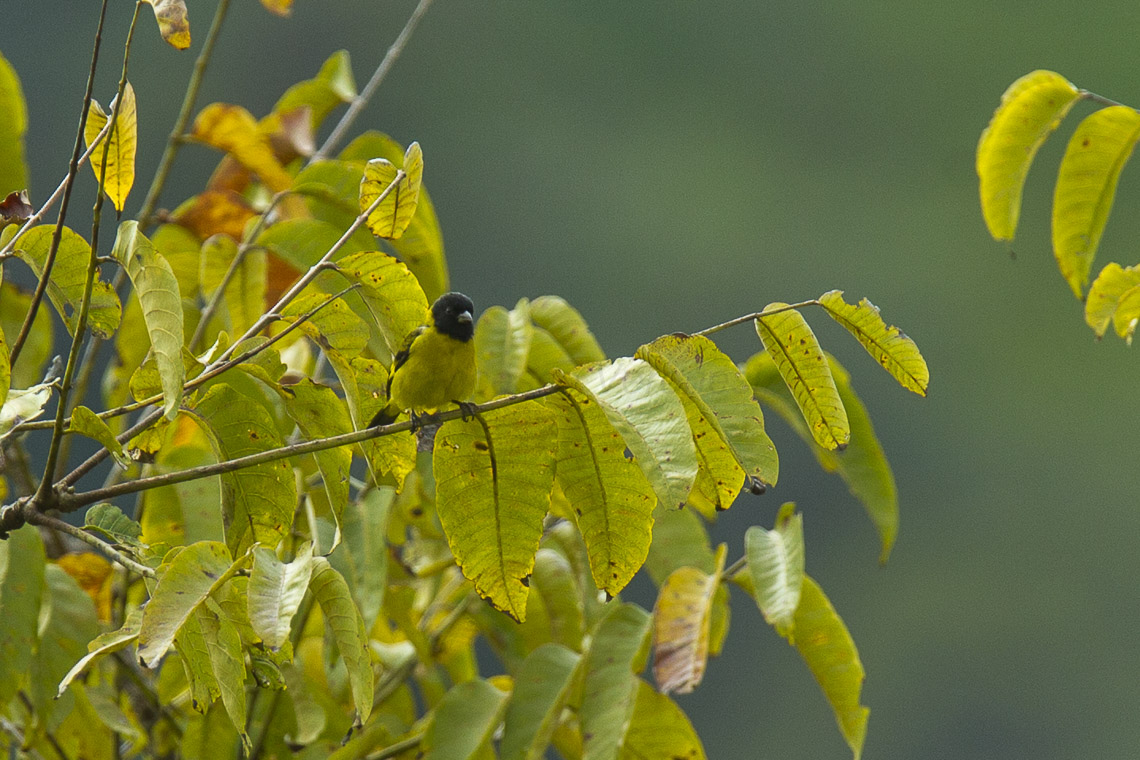
Maschio in Ecuador.

L'areale del lucherino olivaceo segue la cordigliera andina nella sua parte centrale, comprendendone il versante orientale: esso comprende pertanto l'Ecuador orientale e meridionale, il Perù centrale e orientale e la Bolivia centrale e occidentale (ad est fino a Santa Cruz).
L'habitat di questi uccelli è rappresentato dalle aree di foresta subtropicale, anche con presenza di radure, fra i 1200 ed i 3000 m di quota.

## Tassonomia
Per lungo tempo il lucherino olivaceo è stato considerato una sottospecie del lucherino monaco, dal quale tuttavia differisce significativamente in termini di nicchia ecologica occupata, pur ibridandosi senza grossi problemi con questa specie nelle aree in cui il loro areale si sovrappone (cosa che avviene in Perù nord-occidentale): le recenti ricerche a livello molecolare, tuttavia, avrebbero trovato un'inaspettata parentela molto stretta col lucherino andino.

La specie è monotipica.